# Lliga centreafricana de futbol
La lliga centreafricana de futbol és la màxima competició futbolística de la República Centreafricana. És organitzada per la Fédération Centrafricaine de Football. Fou creada l'any 1968

## Principals estadis
| Ciutat | Estadi                    | Capacitat |
| ------ | ------------------------- | --------- |
| Bangui | Estadi Barthélemy Boganda | 50.000    |
| Bangui | Estadi Bangui             | 500       |

## Historial
Font:
- 1968:  US Cattin (1)
- 1969: Desconegut
- 1970: Desconegut
- 1971:  Réal Olympique Castel (1)
- 1972: Desconegut
- 1973:  Réal Olympique Castel (2)
- 1974:  ASDR Fatima (1)
- 1975:  Réal Olympique Castel (3)
- 1976:  AS Tempête Mocaf (1)
- 1977:  SCAF Tocages (1)
- 1978:  ASDR Fatima (2)
- 1979:  Réal Olympique Castel (4)
- 1980:  USCA (1)
- 1981:  Publique Sportive Mouara (1)
- 1982:  Réal Olympique Castel (5)
- 1983:  ASDR Fatima (3)
- 1984:  AS Tempête Mocaf (2)
- 1985:  SCAF Tocages (2)
- 1986:  Publique Sportive Mouara (2)
- 1987: Desconegut
- 1988:  ASDR Fatima (4)
- 1989:  SCAF Tocages (3)
- 1990:  AS Tempête Mocaf (3)
- 1991:  FACA (1)
- 1992:  USCA (2)
- 1993:  AS Tempête Mocaf (4)
- 1994:  AS Tempête Mocaf (5)
- 1995:  FACA (2)
- 1996:  AS Tempête Mocaf (6)
- 1997:  AS Tempête Mocaf (7)
- 1998: No finalitzat [a]
- 1999:  AS Tempête Mocaf (8)
- 2000:  Olympic Real de Bangui (6)
- 2001:  Olympic Real de Bangui (7)
- 2002: Anul·lat
- 2003:  AS Tempête Mocaf (9)
- 2004:  Olympic Real de Bangui (8)
- 2005:  ASDR Fatima (5)
- 2006:  DFC 8 (1)
- 2007: Desconegut
- 2008:  SCAF Tocages (4)
- 2009:  DFC 8 (2)[b]
- 2010:  Olympic Real de Bangui (9)
- 2011:  DFC 8 (3)
- 2012:  Olympic Real de Bangui (10)
- 2013-14:  AS Tempête Mocaf (10)
- 2014-15: No es disputà
- 2015-16:  DFC 8 (4)
- 2016:  Olympic Real de Bangui (11)
- 2016-17:  Olympic Real de Bangui (12)[2]
- 2018:  SCAF Tocages (5)
- 2018-19:  AS Tempête Mocaf (11)
- 2019-20: Cancel·lat[3]
- 2020-21:  DFC 8 (5)
- 2021-22:  Olympic Real de Bangui (13)